# Haus FitzAlan
Das Haus FitzAlan war eine englische Adelsfamilie bretonischer Herkunft. Es stammt ab von Alain, der Ende des 11. Jahrhunderts im Dienst des Bischofs von Dol auftritt. Sein Enkel Alan fitz Flaad ging nach England, wo er vom König mit Grundbesitz in Shropshire ausgestattet wurde. Seine Söhne William und Walter tragen die Bezeichnung „Fitz Alan“ (fils d'Alain=Sohn von Alain) dann als Familiennamen.
Williams Nachkommen erwarben im 13. Jahrhundert durch Heirat den Titel eines Earl of Arundel, den sie bis Ende des 16. Jahrhunderts in der Familie vererbten; der Titel wird bis heute von den Dukes of Norfolk geführt. Walter ging nach Schottland und wurde dort der erste erbliche High Steward of Scotland, ein Titel, der schnell als Familienname übernommen wurde: sein Sohn Alan nannte sich bereits Stewart, seine Nachkommen bestiegen 1371 den schottischen Thron (siehe Haus Stewart und Stammliste des Hauses Stewart).

## Ursprünge
1. Alain, 1086 Dapifer des Bischofs von Dol
  1. Alain († 1097), Dapifer des Bischofs von Dol, Teilnehmer des Ersten Kreuzzugs
  2. Flaad, 1101/2 bezeugt
    1. Alan fitz Flaad († nach 1114), Lord of Oswestry (Shropshire); ⚭ Ada (oder Avelina), Tochter von Ernoulf de Hesdin, Seigneur de Hesdin
      1. Jordan fitz Alan († nach 1130), Herr von Burton, Dapifer von Dol; ⚭ Mary
        1. Jordan fitz Jordan
        2. Alan fitz Jordan, Dapifer von Dol ⚭ Joan
          1. Jordan fitz Alan
          2. Olive fitz Alan; ⚭ (1) Robert de St. John, Seigneur de St. Jean-le-Thomas, ⚭ (2) Roger de Monbegon
          3. Alicia fitz Alan; ⚭ William Spina

      2. William fitz Alan († 1160), 1137 High Sheriff of Shropshire; ⚭ NN, Nichte von Robert, 1. Earl of Gloucester.
        1. William († um 1210), Lord of Clun and Oswestry ⚭ Isabel, Erbtochter von Ingram de Say,
          1. William FitzAlan († 1216), Lord of Clun and Oswestry
          2. John FitzAlan (1200–1240), Lord of Clun and Oswestry; ⚭ Isabel d'Aubigny, Tochter von William d’Aubigny, 3. Earl of Arundel (Haus Aubigny) und Mabel of Chester
            1. John FitzAlan (1223–1267), Lord of Clun and Oswestry, 1243 de iure matri Herr der Burg und Honour Arundel, de iure Earl of Arundel → Nachkommen siehe unten Earls of Arundel

      3. Walter fitz Alan († 1177), 1. High Steward of Scotland → Nachkommen siehe Stammliste des Hauses Stewart
      4. Simon, womöglich Ahnherr des Clan Boyd

  3. Rhiwallon, Benediktinermönch der Abtei von Saint-Florent in Saumur

## Earls of Arundel

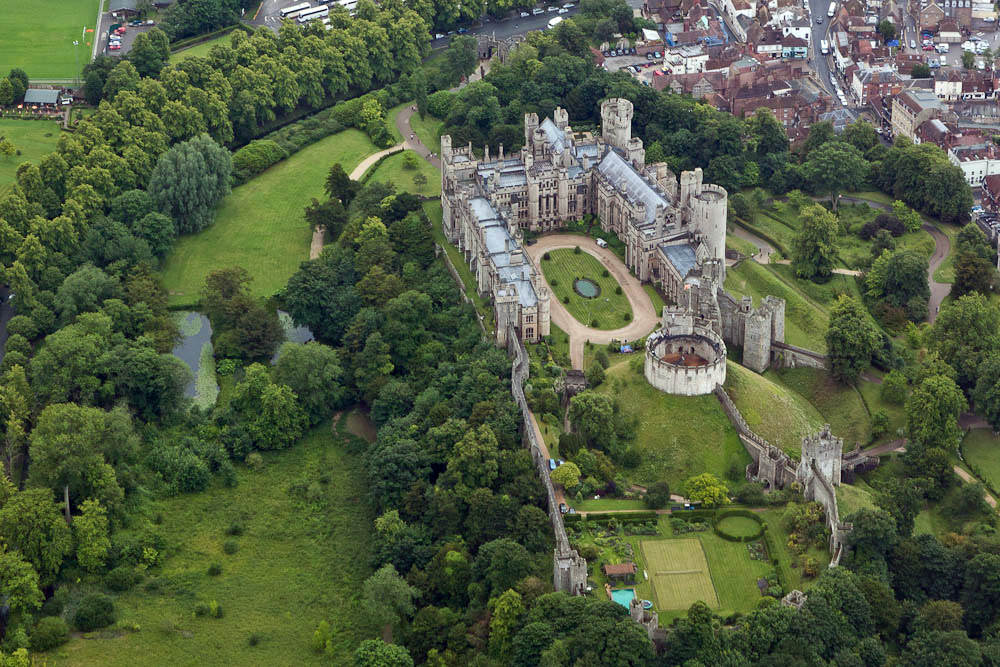
Arundel Castle

1. John FitzAlan (1223–1267), Lord of Clun and Oswestry, 1243 de iure matris Herr der Burg und Honour Arundel, de iure 6. Earl of Arundel; ⚭ Maud de Verdon, Tochter von Theobald le Botiller (Boteler), 2. Chief Butler of Ireland, und Rohesia de Verdon → Vorfahren siehe oben Ursprünge
  1. John FitzAlan (1246–1272), Lord of Clun and Oswestrym, de iure, 7. Earl of Arundel; ⚭ 1260 Isabella Mortimer († 1292), Tochter von Roger Mortimer, 1. Baron Mortimer und Maud de Braose.
    1. Richard FitzAlan, 8. Earl of Arundel (1267–1302), Lord of Clun and Oswestry; ⚭ vor 1285 Adelesia von Saluzzo, Tochter von Thomas I. von Saluzzo
      1. Edmund FitzAlan, 9. Earl of Arundel (1285–1326); ⚭ Alice de Warenne (1287–1338), Tochter von William de Warenne und Joan de Vere
        1. Richard FitzAlan, 10. Earl of Arundel (um 1306 – 1376); ⚭ I, annulliert, Isabel le Despenser (um 1313–1375), Tochter von Hugh le Despenser und Eleanor de Clare; ⚭ II Eleanor von Lancaster (1318–1372), Tochter von Henry Plantagenet, 3. Earl of Lancaster  und Maud Chaworth.
          1. (I) Edmund FitzAlan, durch die Annullierung der Ehe seiner Eltern enterbt ⚭ Sybil, Tochter von William Montagu, 1. Earl of Salisbury.
            1. Philippa FitzAlan, ⚭ Sir Richard Sergeaux

          2. (II) Richard FitzAlan, 11. Earl of Arundel (1346–1397); ⚭ I um 1359 Elizabeth de Bohun, Tochter von William de Bohun, 1. Earl of Northampton und Elizabeth de Badlesmere; ⚭ II Philippa Mortimer, Tochter von Edmund Mortimer, 3. Earl of March
            1. (I) Elizabeth FitzAlan (1366–1425); ⚭ I William Montacute († vor 1378); ⚭ II Thomas Mowbray, 1. Duke of Norfolk (1366–1399); ⚭ III Sir Robert Goushill Hoveringham (⚭ vor 1401); ⚭ IV Sir Gerald Afflete († vor 1411)
            2. (I) Joan FitzAlan (1375 – 1435), ⚭ William Beauchamp, 1. Baron Bergavenny
            3. (I) Thomas FitzAlan, 12. Earl of Arundel (1381–1415); ⚭ 1405 Beatrix von Portugal (1386–1439), außereheliche Tochter von Johann I., König von Portugal (Haus Avis), und Inês Pires.
            4. (I) Margaret FitzAlan; ⚭ Sir Rowland Lenthall
            5. (I) Alice FitzAlan; ⚭ John Charlton, 4. Baron Charlton

          3. (II) John FitzAlan, 1. Baron Arundel († ertrunken 1379) Marshall of England; ⚭ 1358 Eleanor Maltravers, 2. Baroness Maltravers (1345–1404/06) Tochter von John Maltravers und Gwenthin
            1. Joan FitzAlan (d'Arundel)  (um 1360–1404); ⚭ I Sir William de Etchingham; ⚭ II William de Brien
            2. John FitzAlan, 2. Baron Arundel (1364–1390); ⚭ Elizabeth Despenser († 1408), Tochter von Edward le Despenser, 1. Baron le Despenser, und Elizabeth Burghersh
              1. John FitzAlan, 13. Earl of Arundel (1385–1421); ⚭ Eleanor Berkeley († 1455), Tochter von Sir John Berkeley, of Beverstone, Gloucestershire, und Elizabeth Bettershorne
                1. John FitzAlan, 14. Earl of Arundel (1408–1435); ⚭ I Constance Cornewall, Tochter von John Cornewall, 1. Baron Fanhope; ⚭ II 1429 Maud Lovell, Tochter von Robert Lovell
                  1. Humphrey FitzAlan, 15. Earl of Arundel (1429–1438)

                2. William FitzAlan, 16. Earl of Arundel (1417–1487); ⚭ Joan Neville, Tochter von Richard Neville, 5. Earl of Salisbury, und Alice Montague, Countess of Salisbury
                  1. Thomas FitzAlan, 17. Earl of Arundel (1450–1524); ⚭ Margaret Wydeville (Woodville), jüngere Schwester von Elizabeth Woodville, der Ehefrau des Königs Eduard IV.
                    1. William FitzAlan, 18. Earl of Arundel (1476–1544); ⚭ 1510 Anne Percy, Tochter von Henry Percy, 3. Earl of Northumberland und Lady Maud Herbert
                      1. Lady Catherine FitzAlan
                      2. Henry FitzAlan, 19. Earl of Arundel (1512–1580); ⚭ I Lady Catherine Grey, Tochter von Thomas Grey, 2. Marquess of Dorset, und Margaret Wotton; ⚭ II Mary Arundel, Tochter von Sir John Arundel, Witwe von Robert Radcliffe, 1. Earl of Sussex
                        1. Henry FitzAlan, Lord Maltravers (1538–1556)
                        2. Jane FitzAlan († 1576/7), ⚭ John Lumley, 1. Baron Lumley
                        3. Mary FitzAlan († 1557), ⚭ Thomas Howard, 4. Duke of Norfolk – deren Sohn war Philip Howard, 20. Earl of Arundel (1557–1595)

                      3. Lady Margaret FitzAlan
                      4. Lady Elizabeth FitzAlan

                  2. William FitzAlan
                  3. George FitzAlan
                  4. John FitzAlan
                  5. Mary FitzAlan
                  6. Thomas FitzAlan

              2. Sir Thomas FitzAlan († 1430); ⚭ Joan Moyns
                1. Eleonor FitzAlan; ⚭ 1434 Sir Thomas Browne of Bettsworth Castle, High Sheriff of Kent

              3. Edward/Edmund Arundel
              4. Margaret; ⚭ William de Ros, 6. Baron de Ros

            3. Richard FitzAlan (um 1366–1419)
            4. Sir William Arundel (um 1369–1400)
            5. Henry Fitzlangley (um 1369–1428), ⚭ Alice Lnu.

          4. (II) Thomas Arundel (1353–1414), Erzbischof von Canterbury
          5. (II) Joan FitzAlan (1347–1419) ⚭ Humphrey de Bohun, 7. Earl of Hereford
          6. (II) Alice FitzAlan (1350–1416) ⚭ Thomas Holland, 2. Earl of Kent (Haus Holland)
          7. (II) Eleanor Fitzalan (1356–vor 1366)

        2. Edmund († um 1349)
        3. Michael
        4. Mary († 1396); ⚭ John le Strange, 4. Baron Strange of Blackmere
        5. Aline († 1386); ⚭ Roger le Strange, 5. Baron Strange of Knockin
        6. Alice († 1326); ⚭ John de Bohun, 5. Earl of Hereford
        7. Katherine († 1375/76); ⚭ Henry Hussey, 2. Baron Hussey
        8. Jane; ⚭ Gerard de Lisle, 1. Baron Lisle

      2. John, Priester
      3. Alice FitzAlan ⚭ Stephen de Segrave, 3. Lord Segrave
      4. Margaret FitzAlan ⚭ William le Botiller (Butler)
      5.  ? Eleanor FitzAlan ⚭ Henry Percy, 1. Baron Percy of Alnwick